# Sostre Cívic
Sostre Cívic (Techo Cívico) es una asociación en España formada en el año 2004 dedicada al fomento de la vivienda cooperativa en cesión de uso que promueve una alternativa de acceso y de tenencia de vivienda en Cataluña, garantiza el derecho a la vivienda a largo plazo fuera del "modelo de propiedad privada como régimen mayoritario de tenencia". Con la cesión de uso, la titularidad de la propiedad es colectiva y recae en la entidad y las personas socias tienen el derecho de vivir indefinidamente en las viviendas cooperativas.
En el año 2010 de la creación de la asociación se constituyó la cooperativa con el mismo nombre, la cual contaría con más de 1000 personas socias, 17 proyectos (6 en convivencia) y 86 viviendas en uso, además de impulsar la creación de nuevos proyectos tanto con terceros como con ayuntamientos.  
El objetivo de Sostre Cívic es conseguir que en 20 a 30 años, el 10% de las casas en Cataluña sean cooperativas. Con el modelo de derecho de uso la cooperativa mantiene la propiedad colectiva sobre el inmueble y cada uno de los miembros adquiere el derecho al uso de la vivienda por un tiempo indefinido. Así estas residentes hacen la aportación inicial que se les devolverá cuando decidan abandonar la vivienda, y pagan una tarifa mensual similar como alquiler. Las tarifas tienen relación directa con los costes del proyecto y no están vinculadas al mercado inmobiliario. Los proyectos individuales reciben también financiación gracias a préstamos de banca ética y fondos del Institut Català de Finances. 
En 2023 recibió el Premio Plata de Vivienda otorgada por las Naciones Unidas y el premio de Innovación Social de la Comisión Europea (EUSIC)